# Waterfront (sång)
Waterfront är en låt av den skotska gruppen Simple Minds. Den utgavs 1983 som den första singeln från albumet Sparkle in the Rain.
Med låten introducerade gruppen ett nytt, mer rockorienterat sound. Singeln blev en stor hit i flera länder, bland annat 1:a i Nya Zeeland, 13:e plats på brittiska singellistan och 16:e plats på Sverigetopplistan.

## Utgåvor
7" singel Virgin VS636
1. "Waterfront" (Single Version) – 4:40
2. "Hunter & The Hunted" (Recorded Live at the City Hall, Newcastle, 20.11.82.) – 6:00

12" singel Virgin VS636 (12)
1. "Waterfront" (Extended Version) – 5:50
2. "Hunter & The Hunted" (Recorded Live at the City Hall, Newcastle, 20.11.82.) – 6:00